# アウトビアンキ・プリムラ

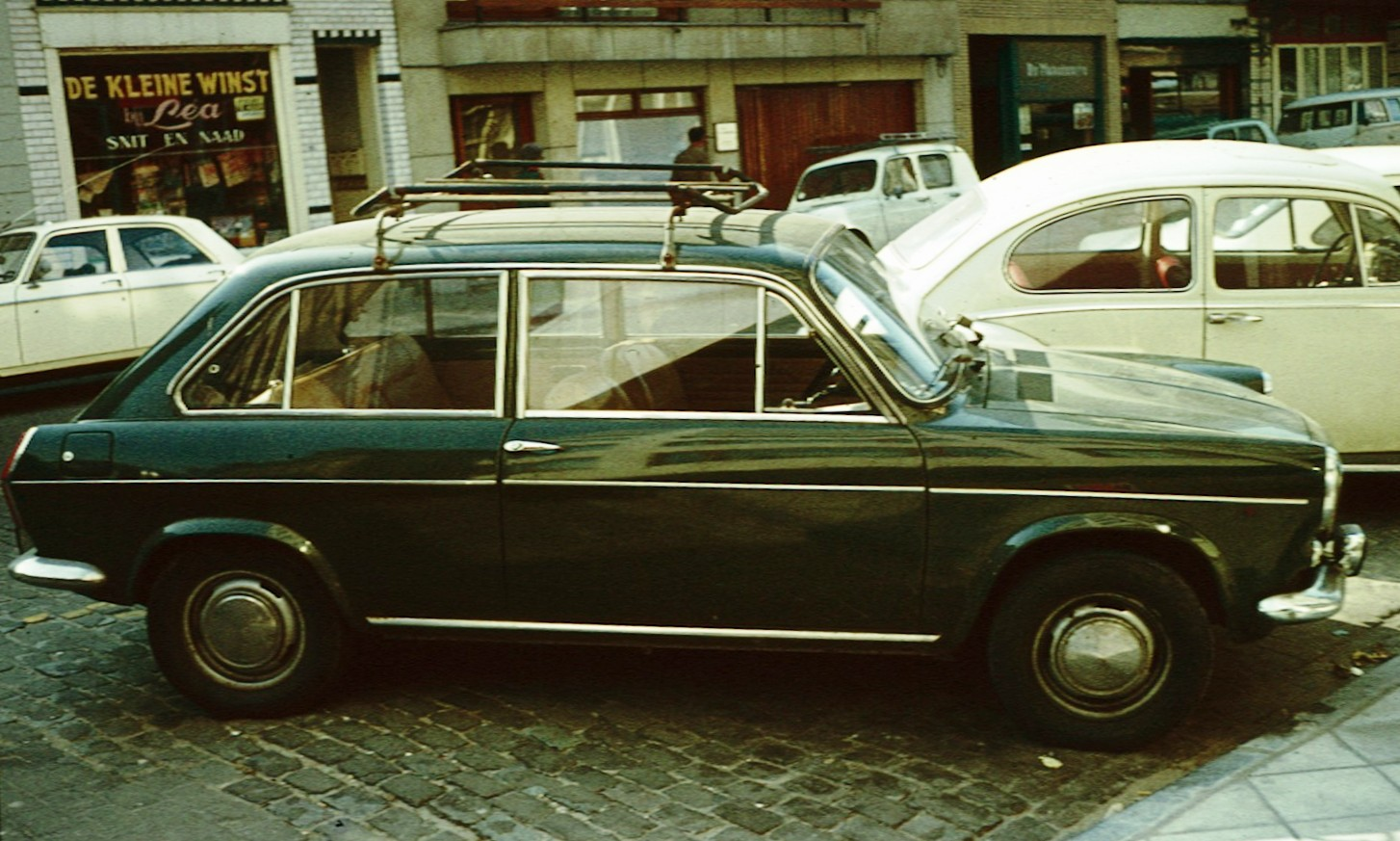
アウトビアンキ・プリムラ

プリムラ（Primula ）は、1964年にフィアット傘下のアウトビアンキから発売された前輪駆動方式の小型自動車。3ドア・ハッチバック。
開発を担当したのはフィアットのダンテ・ジアコーサ。同車に搭載された前輪駆動システムは、開発者の名をとってジアコーサ式前輪駆動と呼ばれた。